# Paris est une fête
Ne doit pas être confondu avec Paris est une fête - Un film en 18 vagues.
Paris est une fête (A Moveable Feast) est un récit autobiographique d'Ernest Hemingway publié de manière posthume en 1964 aux États-Unis et la même année en France chez Gallimard, avec une traduction de Marc Saporta. 
Une édition revue et augmentée comprenant huit courts récits supplémentaires est parue en Amérique du Nord en 2009 et fut traduite en français en 2011, également chez Gallimard. L'édition de poche de 2012 dans la collection Folio reprend le texte intégral de cette nouvelle version.

## Historique de l'ouvrage
Il s'agit à l'origine de notes d'Hemingway oubliées en 1928 dans une malle Vuitton à l'hôtel Ritz de Paris. Retrouvées par l'auteur en 1956 et publiées de manière posthume en 1964 par sa veuve Mary, le titre A Moveable Feast fut proposé par son ami et biographe A.E. Hotchner,.

## Résumé

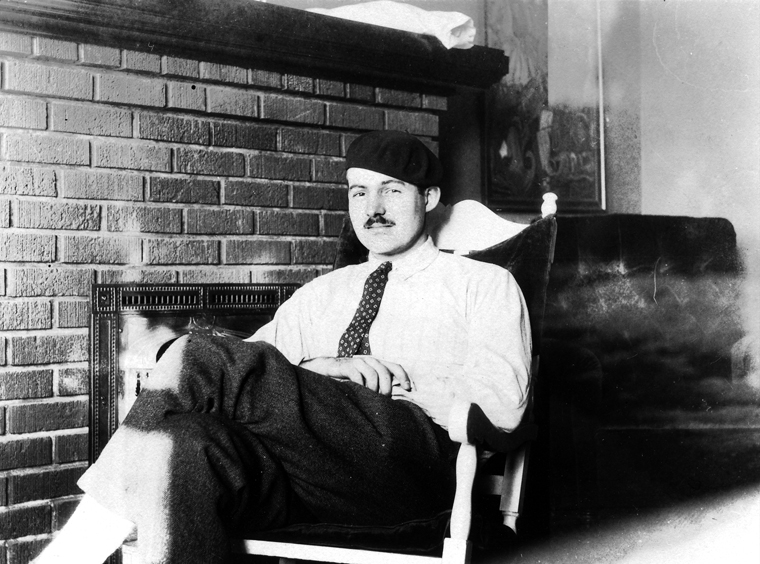
Hemingway à Paris en 1924

Écrit entre 1957 et 1960, l'auteur y témoigne de ses premières années d'écrivain désargenté à Paris dans les années 1920. Jeune journaliste, il abandonne son travail pour essayer de vivre de son écriture. Il arrive dans la capitale française avec Hadley Richardson, sa charmante épouse ; le couple vit d'amour et de vin frais... Mais Hemingway élargit très vite ce cadre aux allures de conte bleu. Les personnages et surtout les personnalités apparaissent : on rencontre la collectionneuse Gertrude Stein qui tâche de régner en prophétesse des destinées artistiques sur le petit monde des bohèmes américains de Paris ; le poète Ezra Pound que ses enthousiasmes généreux conduisent aux pires erreurs ; ou l'écrivain américain F. Scott Fitzgerald, fou et charmant, qui entraîne le narrateur dans un aller-retour pour Lyon aux rebondissements étonnants...
Hemingway prévient ainsi son lecteur en préambule : « Ce livre peut être tenu pour une œuvre d'imagination. Mais il est toujours possible qu'une œuvre d'imagination jette quelque lueur sur ce qui a été rapporté comme un fait. » (Préface)
Le livre déborde d'amour pour la ville de Paris vers laquelle il revint à de nombreuses reprises. C'est également un émouvant hommage à son premier amour, Hadley, qui apparaît délicieuse. Leur histoire passée est rapportée avec tendresse et beaucoup de nostalgie pour cette passion exubérante et le livre se clôt sur le prélude de la rupture qui va séparer les époux.

## Lieux cités
- La rue Mouffetard : Hemingway  fréquenta le Café des Amateurs et prétend avoir résidé dans l'immeuble où est mort Paul Verlaine en 1896, situé au 39, rue Descartes, dans le prolongement de la rue Mouffetard[7].
- La rue Notre-Dame-des-Champs.
- Le Dingo Bar à rue Delambre, où il a rencontré pour la première fois F. Scott Fitzgerald
- Le café-restaurant La Closerie des Lilas à Montparnasse.
- Le café-restaurant Les Deux Magots à Saint-Germain-des-Prés.
- Les bouquinistes qui longent la Seine.
- Shakespeare & Co, la librairie bibliothèque de Sylvia Beach.
- Le restaurant Chez Michaud, 29, rue des Saints-Pères (aujourd'hui Comptoir des Saints-Pères).
- La brasserie Lipp, boulevard Saint-Germain.
- Le Vel' d'Hiv' et la « lumière fumeuse » des Six Jours de Paris.
- Le 74, rue du Cardinal-Lemoine, où il avait loué un appartement.
- Le 14, rue de Tilsitt, adresse des Fitzgerald.
- Le stade Buffalo à Montrouge (aujourd'hui disparu).

## Personnages cités
- Henry Strater (surnommé « Mike Strater »)[8]
- Francis Scott Fitzgerald
- Gertrude Stein
- Aleister Crowley
- Ezra Pound
- Ernest Walsh (1898-1926)
- Sylvia Beach
- Ford Madox Ford
- Hadley Richardson
- Jules Pascin
- James Joyce
- Gustave Ganay
- Blaise Cendrars
- Evan Shipman (en) (1904-1957)
- Ralph Cheever Dunning (1878-1930)

## Postérité

### Inspiration artistique
- Woody Allen s'est inspiré du livre Paris est une fête pour écrire le scénario du film Minuit à Paris (Midnight in Paris) sorti en 2011[9].

### Mémoire des attentats du 13 novembre
Après les attentats du 13 novembre 2015 à Paris, le livre connaît un nouveau succès de librairie. Interviewée dans un micro-trottoir par BFM TV, une ancienne avocate, Danielle Mérian, déclare : « C'est très important d'apporter des fleurs à nos morts. C'est très important de voir plusieurs fois le livre d'Hemingway qui est une belle réponse à Daech ». Son message est rapidement relayé par les réseaux sociaux et de nombreux médias à l'international. Les éditions Folio Gallimard affirment alors que les ventes du livre passent de 10 exemplaires par jour avant les attentats à 500 pour atteindre 1 500 exemplaires quotidiens le 19 novembre. Le livre passe en tête des ventes en ligne, de nombreuses librairies sont en rupture de stock et 20 000 exemplaires doivent être réimprimés. Fin 2015, l'ouvrage s'écoule à 28 000 exemplaires par semaine et sur l'ensemble de l'année, 125 400 exemplaires auront été vendus.